# Le Chemin du pardon
Pour plus de détails, voir Fiche technique et Distribution.
Le Chemin du pardon, ou Le refuge au Québec (The Shack), est un drame américain réalisé par Stuart Hazeldine et sorti en 2017. Il s'agit d'une adaptation cinématographique du roman chrétien à succès La Cabane de William Paul Young.

## Synopsis
Après la tragique disparition de sa fille, Mack Philipps, père de trois enfants, est rongé par la tristesse et la culpabilité, niant l'existence de Dieu. Un jour, il reçoit une mystérieuse invitation le conviant à un week-end sur les lieux du crime, une cabane abandonnée où sa fille a été retrouvée assassinée. Intrigué, il s’y rend et rencontre trois personnages. De reproches en échanges, il va découvrir qu'ils sont vraiment Dieu, Jésus et le Saint-Esprit. Cette rencontre va non seulement lui permettre de guérir sa souffrance, mais également le réconcilier avec lui-même et avec Dieu.

## Fiche technique
- Titre original : The Shack
- Titre français : Le Chemin du pardon
- Titre québécois : Le refuge
- Réalisation : Stuart Hazeldine
- Scénario : John Fusco, Andrew Lanham et Destin Daniel Cretton, d'après le roman La Cabane de William Paul Young
- Photographie : Declan Quinn
- Montage : William Steinkamp
- Musique : Aaron Zigman
- Production : Gil Netter, Brad Cummings, Quiyun Long, Mike Drake, William Steinkamp et Lani Armstrong Netter
- Distribution : Summit Entertainment
- Pays d'origine :  États-Unis
- Langue originale : anglais
- Genre : drame
- Durée : 132 minutes
- Dates de sortie :
  -  États-Unis : 3 mars 2017
  -  France : 12 juillet 2017 (vidéo)

## Distribution
- Sam Worthington (VFB : Nicolas Matthys) : Mackenzie « Mack » Phillips
- Carson Reaume : Mack enfant
- Octavia Spencer (VFB : Nathalie Hons) : Papa / Elousia
- Graham Greene : Papa
- Radha Mitchell : Nan Phillips
- Avraham Aviv Alush : Jésus
- Sumire Matsubara (VFB : Cathy Boquet) : Sarayu
- Tim McGraw : Willie
- Alice Braga : Sophia
- Megan Charpentier : Kate Phillips
- Gage Munroe (en) : Josh Phillips
- Amelie Eve (VFB : Bérénice Loveniers) : Missy Phillips
- Ryan Robbins : Emil Ducette
- Jordyn Ashley Olson : Emily Ducette
- Laura MacKillop : Amber Ducette
- Emily Holmes : Vicki Ducette
- Jay Brazeau : Tony
- Derek Hamilton : le père de Mack enfant
- Tanya Hubbard : la mère de Mack enfant

## Critiques
Rotten Tomatoes a enregistré une note de 21% des critiques et 77% de l’audience et Metacritic a enregistré une note de 32/100 des critiques,.
Le film a été critiqué par des théologiens et des pasteurs chrétiens évangéliques pour sa théologie universaliste et sa représentation idolâtre de la trinité, notamment celle de Dieu le Père, comme une femme.

## Récompenses
| Année | Prix       | Catégorie                 | Intitulé            | Résultat |
| ----- | ---------- | ------------------------- | ------------------- | -------- |
| 2017  | Dove Award | Film inspirant de l'année | Le Chemin du pardon | Lauréat  |